# Rosanne Thesing
Rosanne Thesing (Amsterdam, 1984) is een Nederlandse stemactrice. Zij vertolkt onder andere de stem van Katara in Nickelodeons animeserie Avatar (tekenfilmserie). Zij heeft ook diverse luisterboeken voorgelezen.
Andere personages waaraan Thesing haar stem gegeven heeft zijn onder andere:
- Reggie Rocket in Rocket Power,
- Madison in Cardcaptor Sakura,
- Hermelien Griffel in de Harry Potter-videospellen,
- Sassa in Het Zandkasteel,
- Gabriella Montez in de Nederlandse versie van High School Musical,
- Ursula van George of the Jungle (2007),
- Lulu in True Jackson, VP.
- Ahsoka Tano in Star Wars: The Clone Wars (film), Star Wars: The Clone Wars (televisieserie) en Disney Infinity 3.0 (videospel)
- Dandelion in Barbie: Fairytopia (2005)

Thesing is in 2003 begonnen met de studie Theaterwetenschap aan de Universiteit van Amsterdam. Tijdens haar studie liep ze onder andere stage bij Het Toneel Speelt en volgde ze bijvakken bij Psychologie, Film en Televisiewetenschap, Cultuurbeleid en Literatuurwetenschap. In 2005 sloot zij haar bachelor met goed gevolg af, en werd vervolgens geselecteerd voor de dramaturgie-master. In 2006 liep ze enkele maanden stage bij Het Toneelhuis ion in Antwerpen. Ze was werkzaam als dramaturg voor ToneelMeesters en studeerde in januari 2009 af aan de masteropleiding dramaturgie.